# Justus de Verwer
 Justus de Verwer (* um 1625/26 in Amsterdam; † vor 1688 wahrscheinlich in Amsterdam) war ein holländischer Marinemaler.

## Leben
Er war Sohn des erfolgreichen Amsterdamer Marinemalers Abraham de Verwer, bei dem er mit Sicherheit in die Lehre ging. Gegen 1651 unternahm er im Dienst der Vereinigten Ostindischen Compagnie (VOC) eine Reise nach Ostindien. Erst im September 1656 kehrte er nach Holland zurück, wo er sich beruflich neu orientierte und 1665 eine Gastwirtschaft in Amsterdam kaufte. Ab 1685 wurde er als in Gouda ansässig erwähnt.

## Werke (Auswahl)
- Tübingen, Sammlung Christoph Müller
  - Eine Jolle und ein Zweimaster vor der Felsküste.
- Verbleib unbekannt
  - Fischerboote auf bewegter See. (am 27. Mai 1977 bei Christie’s in London versteigert)
  - Holländische Flusslandschaft mit Segelboot. (am 21. März 2002 vom Dorotheum in Wien versteigert)